# Ariarate IV di Cappadocia
Ariarate IV Eusebio (in greco antico: Ἀριαράθης Εὐσεϐής?, Ariaráthēs Eusebḗs; ... – 163 a.C.) fu un re della Cappadocia (regnante nel 220–163 a.C.).

## Biografia
Figlio del re di Cappadocia Ariarate III e di Stratonice III (figlia di Antioco II Teo e di Laodice). Ricevette il trono da suo padre quando era poco più che un bambino. regnando per circa 57 anni, dal 220 al 163 a.C. Sposò Antiochis (figlia di Antioco III il Grande, re di Siria, e di sua moglie Laodice III) e, in conseguenza di questa alleanza, aiutò Antioco nella sua guerra contro i romani. Dopo la sconfitta di Antioco per mano dei romani nel 190 a.C., Ariarate sollecita la pace nel 188 a.C., corrompendo il proconsole Gneo Manlio Vulso, comandante dei corpi di spedizione romani, per 300 talenti. Ottiene così una pace vantaggiosa in amicitiam del popolo romano, diventando di fatto un vassallo della Repubblica.. In questo contesto, egli doveva dare sua figlia Stratonice in sposa a Eumene II re di Pergamo, alleato di Roma, ottenendo inoltre uno sgravio fiscale, per cui il tributo venne ridotto da 600 a 300 talenti. Nel 183 - 179 a.C. assiste Eumene nella sua guerra contro Farnace, re del Ponto. Nel 182-181 a.C. i suoi ambasciatori sono ricevuti a Roma insieme a quelli di Eumene II e Farnace I nel tentativo di uscire dalla crisi. Partecipa infine all'offensiva che conduce il re del Ponto a scendere a patti. Polibio fa menzione di un'ambasciata romana spedita ad Ariarate dopo la morte (nel 164 a.C.) del seleucide Antioco IV Epifane onde assicurarsi della sua fedeltà alla Repubblica.

## Discendenza
Racconta Diodoro Siculo che Antiochis, la moglie di Ariarate, non avesse generato nessun figlio, poiché sterile, e perciò lei pensò bene, con astuzia, di simulare una gravidanza, (partorendone) introducendone due figli contraffatti, chiamati poi Ariarate e Oroferne. Tuttavia, in seguito, la moglie diede realmente alla luce due figlie e un figlio (Mitridate, il successivo Ariarate V). Vista la situazione, pensò di informare Ariarate del suo precedente inganno. Gli altri due figli ("supposti") perciò furono mandati via lontano dalla Cappadocia, uno a Roma, l'altro nella Ionia, per essere educati alla maniera dei romani, designando così Mitridate come suo successore legittimo con il nome reale di Ariarate V, prima che di lì a poco morisse. Una delle figlie di Stratonice IV andrà in sposa a Eumene II di Pergamo, poi di suo fratello e successore Attalo II. Suo figlio Attalo III gli fece costruire una tomba magnifica.

## Letteratura
L'episodio "supposto" dei bambini di Ariarate sono il soggetto di una tragedia di Claude Boyer dal titolo Tiridate (1648).